# Johan Söderqvist
Ulf Johan Söderqvist, född 11 februari 1966 i Täby församling, Stockholms län, är en svensk kompositör och klaviaturspelare.

## Biografi
Söderqvist har som klaviaturspelare varit medlem i ett flertal jazz- och folkmusikgrupper med konserter världen över, däribland folkmusikgruppen Enteli. Han är utbildad i komposition vid Kungliga Musikhögskolan i Stockholm och har sedan debuten med Agnes Cecilia – en sällsam historia 1991 framför allt skrivit stora mängder filmmusik till TV-serier och långfilmer i Sverige, Danmark, Tyskland, Norge och USA främst, inte minst till många internationellt prisbelönta filmer av den danska regissören Susanne Bier.

## Filmmusik (i urval)
- 1991 – Agnes Cecilia – en sällsam historia
- 1991 – Freud flyttar hemifrån...
- 1992 – Brevet till Jonas
- 1992 – Stortjuvens pojke
- 1993 – Morsarvet (TV-serie)
- 1993 – Taxi till Portugal (TV-serie)
- 1995 – Pensionat Oskar
- 1997 – Under ytan
- 1998 – Glasblåsarns barn
- 1999 – Kajsas ko (TV-serie)
- 2000 – Dubbel-8
- 2000 – En klass för sig (TV-serie)
- 2001 – Familjehemligheter
- 2002 – Bäst i Sverige!
- 2003–2004 – Hem till Midgård (TV-serie)
- 2003 – Misa mi
- 2003 – Rånarna
- 2004 – Bröder
- 2005–2006 – Lite som du (TV-serie)
- 2005 – Fyra veckor i juni
- 2006 – Efter bröllopet
- 2006 – Säg att du älskar mig
- 2006 – Exit
- 2006 – The Monastery: Mr.Vig and the Nun
- 2007 – Pirret
- 2007 – Things We Lost in the Fire
- 2007 – En man kommer hem
- 2008 – Walk the Talk
- 2008 – Låt den rätte komma in
- 2008 – De osynliga
- 2009 – Effi Briest
- 2009 – Sammen
- 2009 – Effi Briest
- 2009 – Sammen
- 2009 – Vansinigt förälskad
- 2009 – Tannöd
- 2010 – Earth Made of Glass (dokumentärfilm)
- 2010 – Hämnden
- 2010 – Limbo
- 2010 – Flykten från Bastöy
- 2011 – Love Addiction
- 2011 – El Médico – the Cubaton Story
- 2011 – Jägarna 2
- 2011 – The Road
- 2011–2018 – Bron (TV-serie)
- 2012 – Bröllop i Italien
- 2012 – Painless
- 2012 – Kon-Tiki
- 2016–2018 – Springfloden (TV-serie)
- 2016 – Kungens val
- 2020 – 22 juli (TV-serie)
- 2021 – Utvandrarna
- 2024 – Madame Web
- 2024 – Ronja Rövardotter (TV-serie)

## Datorspelsmusik
- 2016 – Battlefield 1
- 2018 – Battlefield V

## Priser och utmärkelser
Utöver att ha komponerat musik för prisbelönta filmer som Bröder (2004), Efter bröllopet (2006), Låt den rätte komma in (2008), och Hämnden (2010) har Söderqvist även nominerats till respektive tilldelats priser för sin musik, däribland:
- Grammis för CD:n Filmmusik från Freud flyttar hemifrån & Agnes Cecilia (1993)
- Guldklappan för musiken till kortfilmerna Se människa är människans fröjd (1995) + Solen, vattnet & stjärnan (1999)
- Nominerad till European Film Awards för Bröder (2005) & Låt den rätte komma in (2008)
- Cannesfestivalen – Pris för bästa filmmusik + Recontre ́s cinematographiques för Bröder (2005)
- Ett flertal internationella nomineringar och priser för Låt den rätte komma in (2008)
- Amandaprisen för De osynliga (2009) + Flykten från Bastöy (2011) +  Kungens val (2016) och nominerad för Limbo (2011)